# É
É, é (e com acento agudo) é uma letra do alfabeto latino usado no húngaro, islandês (onde representa o dígrafo je, /jɛː/), cassúbio, luxemburguês, tcheco, eslovaco e uigur. Também aparece no catalão, dinamarquês, espanhol, inglês, francês, galego, irlandês, italiano, occitano, norueguês, português, sueco e vietnamita, como uma variação da letra "e". Em alguns idiomas, como o neerlandês, o navajo e o inglês, é usado apenas como um auxílio de pronúncia em empréstimos linguísticos (como resumé, que vem do francês) ou romanizações (como Pokémon, que vem do japonês). 
O É (é) também é usado para representar um AFI: [ɛ] com um tom ascendente no pinyin, o sistema de transliteração da língua chinesa para o alfabeto latino.